# João Gilberto
Pour les articles homonymes, voir Gilberto.
João Gilberto Prado Pereira de Oliveira, plus connu sous le nom de João Gilberto, est un musicien brésilien né le 10 juin 1931 à Juazeiro dans l’État de Bahia et mort le 6 juillet 2019 à Rio de Janeiro.
En 1958, il remporte un vif succès au Brésil avec la chanson Chega de Saudade, mais ce n'est qu'en 1964 que son succès devient international avec son interprétation de Garota de Ipanema (The Girl From Ipanema), accompagné de Stan Getz. Depuis, cette chanson a été reprise en diverses langues par de nombreux artistes prestigieux tels que Frank Sinatra, Nat King Cole ou encore Ella Fitzgerald.

## Biographie

### Débuts d'un autodidacte
João Gilberto naît dans l'État de Bahia. Son éducation musicale se fait à l'oreille, un de ses voisins diffuse par haut parleur placé dans la rue principale de Juazeiro des musiques variées dont il profite. À l'âge de 14 ans, son grand-père lui offre sa première guitare. À 18 ans, il quitte son village natal pour se rendre dans la grande ville de Salvador de Bahia. Guitariste autodidacte, il monte enfin à Rio de Janeiro en 1950, devient « chanteur à la radio » et obtient quelque succès en tant que vedette principale d’une formation de l’époque, Os Garotos da Lua (dans un registre vocal très différent de celui qui lancera finalement la bossa nova en 1958) ; il en est congédié au bout d'un an après deux enregistrements. Insatisfait et perfectionniste, il s'isole pendant plusieurs années d’errance et de marginalité, pendant lesquelles il n’a de cesse de chercher ce mode d’expression à la guitare qui fera sa légende.

### La bossa nova
Ses efforts sont récompensés à partir de 1957, notamment par la rencontre du compositeur Antônio Carlos Jobim avec qui il enregistre les premiers et les plus grands succès de la bossa nova, d'abord comme guitariste sur un disque de Elizeth Cardoso, Canção do Amor Demais, essentiellement co-composé par Jobim et le poète Vinícius de Moraes enregistré en avril 1958. Muni d'un contrat de débutant, sous le label Odeon, il enregistre en 1958 trois 78T. André Midani chargé de marketing du label distribue gratuitement aux jeunes collégiens et étudiants trois mille 78 tours, ce qui propulsera le succès du 33T Chega de saudade. Ces disques lancent au Brésil à la fois la carrière du chanteur-guitariste et tout le mouvement musical « bossa nova ». Joao Gilberto parle modestement de son invention comme « une petite samba faite d'une seule note ». Ce premier album de João Gilberto obtient un énorme succès dans le pays. Il est considéré généralement comme le premier album bossa nova véritable. Outre l'inoubliable Chega de Saudade, il contient Desafinado, Rosa morena et Brigas nunca mais.
Deux autres 33T, O amor, o sorriso e a flor et João Gilberto, suivent respectivement en 1960 puis en 1961. On y trouve des compositions de Jobim/Moraes (Corcovado, Insensatez, O amor em paz), des chansons de leur aîné Dorival Caymmi (Samba da minha terra, Saudade da Bahia, Rosa Morena), des sambas des années 1930 (A primeira vez), des compositions nouvelles de Carlos Lyra (Você e eu, Coisa mais linda) et Roberto Menescal (O barquinho), toutes exécutées dans ce style novateur mis au point par João. Ce style peut se résumer en une adaptation à la guitare solo de la rythmique syncopée du samba traditionnel.
Lors d'une tournée en Italie, en 1961, il découvre la chanson de Bruno Martino, Estate, qu'il adaptera plus tard en bossa nova et qui deviendra un standard international interprété par les plus grands musiciens de jazz, de Chet Baker à Michel Petrucciani en passant par Toots Thielemans.

### Les États-Unis
À partir de 1962, la bossa intéressant certains jazzmen aux États-Unis, dont Stan Getz, Gilberto et Jobim se rendent à New York afin de travailler sur ce qui devait devenir le best-seller du jazz, le 33T Getz/Gilberto, sur lequel la femme de João, Astrud, débute aussi sa carrière de chanteuse, notamment avec la chanson Garota de Ipanema/The Girl from Ipanema. Le disque est un triomphe et un concert historique a lieu au Carnegie Hall le 9 octobre 1964. Ce dernier sera enregistré et un second album Getz/Gilberto vol. 2 paraîtra en 1966,.

### Un retrait
João Gilberto continue à jouer dans les années 1960, mais attend 1970 pour produire un nouvel album studio, Ela é Carioca, réalisé au Mexique où il vit alors.
Le disque João Gilberto, parfois surnommé « L'Album blanc de la bossa », sort en 1973. Interprété presque uniquement au chant-guitare, d’une sensibilité cool et quasi mystique, ce disque marque un certain éloignement du son de João connu jusqu’alors. Cet album comprend notamment le succès Águas de Março de Antônio Carlos Jobim et regroupe entre autres les chansons Falsa bahiana et E preciso perdoar. Il est souvent considéré au Brésil comme son meilleur disque.

### Retrouvailles avec Stan Getz
En 1976 paraît The Best of Two Worlds, nouvelle collaboration avec Stan Getz regroupant la plupart des chansons précédemment interprétées sur l’Album blanc. Y chante également Miúcha, sa seconde femme depuis 1965.

### La maturité
Amoroso, édité en 1977, vient ajouter à cette voix-guitare les orchestrations de cordes de Claus Ogerman, lequel avait collaboré à de précédents albums de Tom Jobim. Cet album reprend entre autres Retrato em branco e preto et Triste ainsi que des succès étrangers chantés en version originale (’S Wonderful, Estate, Besame mucho). Une constante de ces albums et des suivants : leur répertoire consiste pour presque moitié de compositions de Jobim, le reste étant des reprises d’anciens sambas ou alors de succès populaires d’autres pays.
En 1980 paraît Brasil, collaboration avec Gilberto Gil, Caetano Veloso et Maria Bethânia, soit la nouvelle génération de la musique populaire brésilienne d’alors (le mouvement tropicaliste). D'anciens succès populaires brésiliens, tels que Aquarela do Brasil, No tabuleiro da Bahiana et Bahia com H, font de cet album un véritable manifeste de l'âme brésilienne.
En 1991, l'album João a la particularité de ne contenir aucune chanson de Tom Jobim. Mais il y revient en 1999 sur Voz e Violão, produit par Caetano Veloso, en réenregistrant ses premiers succès Chega de saudade et Desafinado.
C'est une personnalité excentrique que celle de João Gilberto, réputée pour sa réclusion et son perfectionnisme quasi névrotiques, capable de vivre dans un hôtel de luxe de Rio de Janeiro pendant des années, refusant toute interview, ne sortant presque jamais – capable aussi d’abréger son spectacle pour cause de public bruyant et irrespectueux, ou de sonorisation inadéquate. Cependant il continue à donner des concerts tant au Brésil que dans les principales villes du monde, concerts dépassant généralement deux heures, et dont plusieurs enregistrements sont disponibles sur disques compacts : Prado Pereira de Oliveira (1980), Live in Montreux (1986), Eu Sei Que Vou Te Amar (1994), Live at Umbria Jazz (2002) et In Tokyo (2004).
En 2009, la mise en ligne gratuite d'un enregistrement légendaire et très convoité de l'artiste sur un blog musical brésilien remporte un vif succès auprès des amateurs et des collectionneurs. Enregistrée chez le photographe Chico Pereira à Rio de Janeiro en 1958, soit quelques semaines avant le lancement de son premier succès Chega de saudade, cette archive sonore mêle dialogues et chansons, dont certaines étaient encore inédites dans la voix de João.
Depuis le début des années 2010 de nombreuses compilations de ses premiers albums sont rééditées sous format CD et vinyle du fait de leur entrée dans le domaine public. Elles offrent notamment en bonus des versions rarissimes de ses chansons par des interprètes brésiliens de renom dont Elizeth Cardoso, João Donato, Sergio Mendes, Sylvia Telles ou encore Carlos Lyra.
En 2015, deux concerts inédits de l'artiste — enregistrés respectivement en 1962 et en 1976 — sont édités en vinyles. Le premier, lancé en février, a pour intérêt de proposer le tout premier enregistrement sonore de la chanson Garota de Ipanema, interprétée ici à l'unisson aux côtés d'Antônio Carlos Jobim et de Vinícius de Moraes.
Paru en avril à l'occasion du Record Store Day, le second réunit quatre titres tirés d'un concert enregistré avec Stan Getz à San Francisco en 1976 et fait replonger dans l'univers musical du duo Getz/Gilberto. L'archive complète de ce concert est finalement éditée en vinyle et en format CD en février 2016.
Outre le portugais, il a chanté en espagnol, en anglais, en italien et en français.

### Famille et vie privée
João Gilberto s'est marié à deux reprises, d'abord avec Astrud Gilberto (de1959 à 1963), puis avec Miúcha (de 1965 à 1971). Après avoir vécu près de vingt ans en concubinage avec Maria do Céu Harris (de 1984 à 2003), il entretient une relation avec la productrice Cláudia Faissol (de 2003 à 2017). À la suite de déboires notamment financiers avec cette dernière, il vit à nouveau avec Maria do Ceu Harris de juin 2017 jusqu'à sa mort. Son comportement atypique et secret participent à sa notoriété, même s'il est à l'origine de plusieurs procès pour des concerts non effectués qui ont rendu le chanteur criblé de dettes.
Après avoir quitté le Brésil en 1962, il vit à New York (1962-1969), à Mexico (1969-1972), puis de nouveau à New York (1972-1979) avant de s'établir définitivement dans son appartement du quartier de Leblon, à Rio de Janeiro en 1979.
João Gilberto est le père de trois enfants : João Marcelo Gilberto (né en 1960, fils d'Astrud), Bebel Gilberto (née en 1966, fille de Miúcha) et Luisa Carolina Gilberto (née en 2004, fille de Cláudia).

## Discographie commentée

### En tant que membre du groupe Os Garotos da Lua
- 1951 : Quando você recordar/Amar é bom (Todamerica, 78T)
- 1951 : Anjo cruel/ Sem ela (Todamerica, 78T)

### En solo
- 1952 : Quando ela sai/Meia luz (Copacabana, 78T)
- 1958 : Chega de saudade/Bim Bom (Odeon, 78T)
- 1958 : Desafinado/Hô-bá-lá-lá (Odeon, 78T)
- 1959 : Chega de saudade[3] (Odeon, 33T) - premier 33T
- 1959 : Lobo bobo/Maria ninguém (Odeon, 78T)
- 1959 : João Gilberto cantando as musicas do filme Orfeu do carnaval (Odeon, 45T)
- 1959 : A felicidade/O nosso amor (Odeon, 78T)
- 1960 : O pato/Trevo de quatro folhas (Odeon, 78T)
- 1960 : O amor, o sorriso e a flor (Odeon, 33T) - deuxième 33T
- 1961 : Saudade da Bahia/Bolinha de papel (Odeon, 78T)
- 1961 : João Gilberto (Odeon, 33T) - troisième 33T
- 1961 : Brazil's Brilliant João Gilberto (Capitol, 33T) - édition américaine de l'album O amor, o sorriso e a flor
- 1962 : The Boss of the Bossa Nova (Atlantic, 33T) - édition américaine de l'album João Gilberto contenant une version alternative de la chanson Este seu olhar
- 1962 : Chega de saudade (Bluebell, 33T) - édition italienne de l'album Chega de saudade
- 1962 : Bossa nova (Odeon, 45T) - compilation française de quatre titres tirés de ses deux premiers 33T
- 1963 : The Warm World of João Gilberto (Atlantic, 33T) - édition américaine de l'album Chega de saudade
- 1963 : Bossa nova (Odeon, 45T) - compilation française de quatre titres tirés de ses trois premiers 33T
- 1964 : Getz/Gilberto (Verve, 33T) (avec Stan Getz, Astrud Gilberto et Antônio Carlos Jobim)
- 1964 : The Girl from Ipanema/Corcovado (Verve, 45T) (avec Stan Getz et Astrud Gilberto)
- 1964 : The Girl from Ipanema/Blowin' in the Wind (Verve, 45T) (avec Stan Getz et Astrud Gilberto)
- 1964 : Desafinado/Early Autumn (Verve, 45T) (avec Stan Getz et Astrud Gilberto)
- 1964 : Desafinado/Rosa Morena (Bluebell, 45T) - édition italienne
- 1965 : Herbie Mann & João Gilberto with Antonio Carlos Jobim (Atlantic, 33T) - compilation de douze pistes dont sept tirées de ses trois premiers 33T
- 1966 : Getz/Gilberto Vol. 2 - Live at Carnegie Hall (Verve, 33T) - concert enregistré à New York en 1964
- 1970 : João Gilberto en México (Orfeon, 33T)
- 1973 : João Gilberto (Polydor, 33T)
- 1976 : Best of Two Worlds (Columbia, 33T) (avec Stan Getz et Miúcha)
- 1977 : Amoroso (WEA, 33T)
- 1977 : Gilberto & Jobim (Capitol, 33T) - réédition américaine de l'album Brazil's Brilliant João Gilberto
- 1980 : João Gilberto Prado Pereira de Oliveira (WEA, 33T) - version sonore d'une émission de télévision produite en 1980 par TV Globo
- 1981 : Brasil (WEA (Brésil), Philips (Europe), 33T) (avec Gilberto Gil, Caetano Veloso et Maria Bethania)
- 1984 : João Gilberto Jubileu Vol.1&2 (Tropical Records, 33T) - compilation allemande tirée de ses premiers 33T et de son premier 45T
- 1985 : João Gilberto interpreta Tom Jobim (Emi, 33T) - sélection de douze pistes tirées de ses trois premiers 33T et de son premier 45T
- 1985 : Meditação (Emi, 33T) - sélection de quatorze pistes tirées de ses trois premiers 33T
- 1986 : Live at the 19th Montreux Jazz Festival (WEA, 33T) - concert enregistré à Montreux en 1985
- 1986 : O talento de João Gilberto (Emi, 33T) - sélection de trente pistes tirées de ses premiers 33T et de son premier 45T
- 1988 : O mito (Emi, 33T) - compilation de trente-huit titres incluant ses trois premiers 33T et son premier 45T
- 1989 : The Legendary João Gilberto (World Pacific, CD) - édition américaine de l'album O mito
- 1989 : Performance (Emi, LP) - sélection de vingt pistes tirées de ses premiers 33T
- 1990 : Personalidade (Philips (distribué par Polygram), LP) - sélection de douze pistes tirées de ses précédents albums
- 1991 : João (Philips (distribué par Polygram), CD)
- 1993 : 38 titres Bossa Nova (Emi, CD) - édition française de l'album O mito
- 1994 : Eu sei que vou te amar (Epic, CD) - concert enregistré à São Paulo en 1994
- 1998 : O melhor da musica de João Gilberto (WEA, CD) - compilation de quatorze pistes tirées de ses précédents albums
- 1999 : João voz e violão (Mercury (produit par Universal Music), CD) - dernier album studio de l'artiste, produit par Caetano Veloso
- 1999 : Millenium: João Gilberto (Universal Music, CD) - compilation contenant vingt pistes tirées de ses précédents albums
- 2002 : João Gilberto Live at Umbria Jazz (EGEA, CD) - concert enregistré à Pérouse en 1996
- 2004 : João Gilberto in Tokyo (Universal Music, CD) - concert enregistré à Tokyo en 2003
- 2007 : João Gilberto for Tokyo (Universal Japan, CD) - sélection de vingt pistes tirées de ses précédents albums, uniquement distribuée au Japon
- 2010 : Chega de saudade (Cherry Red Records, CD) - version remastérisée de son premier 33T
- 2011 : O amor, o sorriso e a flor (Cherry Red Records, CD) - version remastérisée de son second 33T
- 2011 : João Gilberto (Cherry Red Records, CD) - version remastérisée de son troisième 33T
- 2012 : Brazil's brillant (Doxy, 3CD) - compilation comprenant ses trois premiers 33T et son premier 45T
- 2012 : The Warm World of Joao Gilberto - The Man Who Invented Bossa Nova: Complete Recordings 1958-1961 (Ubatuqui, CD) - compilation comprenant ses trois premiers 33T et son premier 45T
- 2012 : Chega de saudade/O amor, o sorriso e a flor/João Gilberto (Frémeaux et Associés, CD) - compilation comprenant ses trois premiers 33T
- 2012 : The Boss of the Bossa Nova (Malanga Music, CD) - compilation comprenant ses trois premiers 33T et son premier 45T
- 2012 : The Roots of Bossa Nova (Chrome Dreams, CD) - compilation comprenant ses trois premiers 33T et son premier 45T
- 2012 : The Bossa Nova Vibe of Joao Gilberto (NotNowMusic, 2CD) - compilation comprenant ses trois premiers 33T et son premier 45T
- 2012 : O rei da Bossa/The King of the Bossa Nova (Goldies, 3CD) - compilation incluant ses premiers 33T ainsi que des archives rares de ses premières performances musicales
- 2013 : The Legend (Cherry Red Records, 2CD) - compilation de ses trois premiers 33T ainsi que des archives rares de ses premières performances musicales
- 2014 : Bossa Nova Estival (FeelGoodMusic, CD) - compilation comprenant ses deux premiers 33T
- 2015 : Um encontro no Au Bon Gourmet (Doxy, 33T) - archive inédite d'un concert enregistré à Rio de Janeiro en 1962 (avec Antônio Carlos Jobim et Vinícius de Moraes)
- 2015 : Selections from Getz/Gilberto '76 (Resonance, 33T) (avec Stan Getz) - sélection inédite de quatre pistes tirées d'un concert enregistré à San Francisco en 1976, exclusivement distribuée à l'occasion du Record Store Day et limitée à 3 000 copies
- 2016 : Getz/Gilberto '76 (Resonance, CD et 33T) (avec Stan Getz) - archive inédite d'un concert enregistré à San Francisco en 1976
- 2023 : Relicário: João Gilberto - ao vivo no SESC, 1998 (Selo SESC SP, 2CD), 36 pistes tirées de concerts enregistrés à São Paulo en avril 1998

### Participations spéciales
- 1958 : Canção do Amor Demais (Festa, 33T) avec Elizeth Cardoso - guitariste sur les pistes Chega de saudade et Outra vez
- 1958 : O melhor de... Os Cariocas (Columbia, 33T) avec le groupe Os Cariocas - Guitariste sur la piste Chega de saudade
- 1959 : Naturalmente (Copacabana, 33T) avec Elizeth Cardoso - Guitariste sur l'ensemble des douze pistes
- 1959 : Jonas Silva (Radio, 45T) avec Jonas Silva - Guitariste sur l'ensemble des quatre pistes
- 1959 : Este seu olhar/Meu segredo (Columbia, 78T) avec Luiz Cláudio - Guitariste sur la piste Este seu olhar
- 1962 : Bande originale du film Copacabana Palace (Festival, 45T) - Vocaliste et guitariste sur la piste Só danço samba
- 1962 : José Vasconcelos conta historias de bichos (Odeon, 33T) avec José Vasconcelos - Vocaliste et guitariste sur la piste A roupa do leão
- 1962 : Bossa Nova at Carnegie Hall (Audio Fidelity, 33T) avec artistes variés - Vocaliste et guitariste sur la piste Outra vez - concert enregistré à New York en 1962
- 1980 : Miúcha (RCA, 33T) avec Miúcha - Guitariste sur les pistes All of Me et Que é, que é
- 1982 : Rita Lee & Roberto de Carvalho (Som Livre, 33T) avec Rita Lee et Roberto de Carvalho - Vocaliste et guitariste sur la piste Brasil com S
- 1986 : Hipertensão (Som Livre, 33T) avec artistes variés - Vocaliste et guitariste sur la piste Me chama
- 1990 : Canto do pajé (Philips, 33T) avec Maria Bethânia - Vocaliste et guitariste sur la piste Maria/Linda Flor

### Hommages musicaux
- 1963 : Salud ! Joao Gilberto, Originator of the Bossa Nova (Reprise, LP) par Jon Hendricks
- 2003 : Felicidade: Tribute to João Gilberto (EMI, CD) par artistes variés
- 2004 : Amorosa (Sony, CD) par Rosa Passos
- 2009 : Bim Bom: The Complete João Gilberto Songbook (Motéma Music, CD) par Ithamara Koorax et Juarez Moreira
- 2013 : The Hits of João Gilberto (Cherry Red Records, CD) par artistes variés
- 2013 : Você e eu (Fonte Records, CD) par Brazilian Love Affair
- 2014 : Gilbertos Samba (Sony/BMG, CD) par Gilberto Gil
- 2014 : Silencio: Um tributo a João Gilberto (Coqueiro Verde, CD) par Renato Braz, Nailor Proveta et Edson Alves
- 2014 : Gilbertos Samba ao vivo (Sony/BMG, 2CD) par Gilberto Gil - concert enregistré à Niteroi en 2014
- 2021 : João Gilberto Eterno (Universal Music Japan, CD) par artistes variés

## Compositions musicales
On ne connaît de João Gilberto que douze compositions, dont sept qu'il a lui-même enregistrées au cours de sa carrière. Elles sont toutes reprises par Ithamara Koorax et Juarez Moreira dans leur album Bim Bom: The Complete João Gilberto Songbook (Motéma Music, 2009), à l'exception de Je vous aime beaucoup Japão.
- Acapulco, enregistrée en 1970 sur l'album João Gilberto en México (Orfeon, 33T)
- Bim Bom, enregistrée en 1958 sur le 45T Chega de saudade/Bim Bom (Odeon, 78T), reprise sur l'album Chega de saudade (Odeon, 33T) et présente sur l'album live Getz/Gilberto vol.2 sorti en 1966
- Coisas distantes, avec João Donato et Lysias Eno
- Hô-Bá-Lá-Lá, avec Aloysio de Oliveira, enregistrée en 1958 sur le 45T Desafinado/Hô-bá-lá-lá (Odeon, 78T) puis reprise sur l'album Chega de saudade (Odeon, 33T)
- Je vous aime beaucoup Japão - écrite à l'occasion de la troisième tournée japonaise de l'artiste en 2006
- João Marcelo, enregistrée en 1970 sur l'album João Gilberto en México (Orfeon, 33T), réenregistrée en 1976 sur l'album The Best of Two Worlds (Columbia,33T) et présente sur l'album live Getz/Gilberto 76 sorti en 2016
- Minha saudade, avec João Donato
- No corêto, avec João Donato
- Um abraço no Bonfá, enregistrée en 1960 sur l'album O amor, o sorriso e a flor (Odeon, 33T) et présente sur les albums live Getz/Gilberto vol.2 sorti en 1966 et Getz/Gilberto 76 sorti en 2016
- Undiú, avec Jorge Amado, enregistrée en 1973 sur l'album João Gilberto (Polydor, 33T) — composée dans les années 1950 sous le titre Lamento da morte de dalva na beira do rio São Francisco em Juazeiro
- Valsa (Bebel) – Como são lindos os Youguis, enregistrée en 1973 sur l'album João Gilberto (Polydor, 33T)
- Você esteve com meu bem

## Filmographie

### Acteur
- 1958 : Pista de grama, d'Haroldo Costa.
- 1962 : Copacabana Palace, de Steno.

### Documentaires
- 1981 : Brasil, de Rogério Sganzerla.
- 1983 : Bahia de todos os sambas, de Leon Hirzman.

### Télévision (spectacles télévisés)
1966 : O fino da bossa (TV Record) - invité d'Elis Regina
- 1967 : Tribute to Gilbert Bécaud (American Broadcasting Company) avec Gilbert Bécaud, Lill Lindfors et Hans Koller
- 1971 : Especial: Caetano, Gal e João Gilberto (TV Tupi) avec Caetano Veloso et Gal Costa
- 1980 : João Gilberto Prado Pereira de Oliveira (TV Globo) avec Bebel Gilberto et Rita Lee, édité en album par le label WEA en 1980
- 1983 : A arte e o oficio de cantar (TV Bandeirantes) avec Ney Matogrosso
- 1992 : Tom e João (TV Globo 1) avec Antônio Carlos Jobim
- 1994 : Especial João Gilberto (TV Cultura)
- 1996 : Live at Umbria Jazz (RAI)
- 1997 : Especial João Gilberto (TV Bandeirantes)

### Vidéo-clip
- 1990 : Sampa, chanson écrite par Caetano Veloso et tirée de son album João, édité par PolyGram en 1991

### Publicité
- 1991 : Brahma
- 2005 : Kellogg's
- 2008 : Vale do Rio Doce

### Documentaire
- AlloCine, « Où Es-Tu Joâo Gilberto ? » (consulté le 26 février 2020), de Georges Gachot (de), 2018.